# Alphen-Chaam
Pour les articles homonymes, voir Alphen et Chaam.
Alphen-Chaam est une commune des Pays-Bas de la province du Brabant-Septentrional.

## Localités
Alphen, Alphen-Boshoven, Alphen-Oosterwijk, Boslust, Cauwelaar, Chaam, Chaamdijk, Druisdijk, Galder, Geersbroek, Ginderdoor, Grazen, Heerstaaien, Heikant, Het Sas, Hondseind, Houtgoor, Kalishoek, Klooster, Kwaalburg, Leg, Looneind, Meijsberg, Notsel, Rakens, Snijders-Chaam, Strijbeek, Terover, Venweg, 't Zand, Ulvenhout Alphen-Chaam.